# Janne Tuohino
Janne Tuohino (Kiiminki, Finlândia, 22 de Maio de 1975) é um piloto finlandês de ralis. Competiu no Campeonato Mundial de Rali (WRC).

## Carreira
A sua carreira começou em 1993 ao volante de um Toyota Starlet, apesar do seu verdadeiro rali ter acontecido em janeiro de 1994, ao volante de um Ford Escort RS2000. No final de 1994 e com o Lancia Delta, competiu na maioria dos ralis da Finlândia. O seu pai é que ajudou a pagar o Lancia.
Após receber a licença internacional para competir nos ralis, importou um Opel Kadett da vizinha Suécia. Com a sua nova licença, inscreveu-se no Campeonato Finlandês de Rali. No final do campeonato substituiu o Kadett por um Opel Astra.
Em 1997 trocou de construtor, mudando para a Mitsubishi para um Lancer Evolution. Com a ajuda da marca nipónica, tornou-se Campeão Finlândes de Grupo N em 1999.

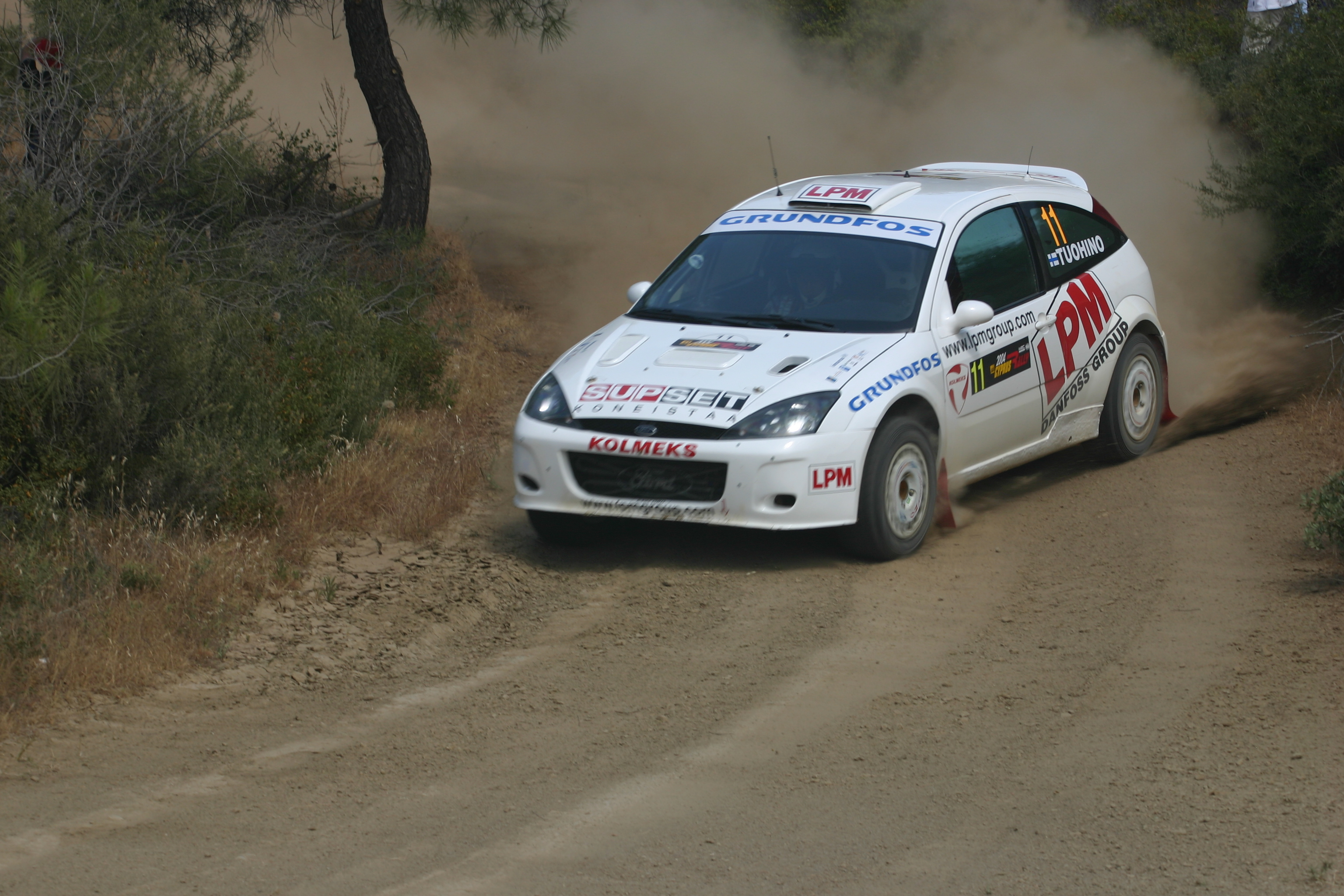
Tuohino em 2004 no Rali do Chipre.

Tuohino depois mudou-se para uma equipa privada para conduzir um Ford Escort WRC e no final do Rali da Finlândia terminou em 8º lugar em 1999. Em 2000 mudou-se para a Toyota para conduzir um Corolla WRC.
Em 2001 tornou-se Campeão Finlândes de Rali, e conduziu um Citroën Saxo no Campeonato Mundial de Rali Júnior. No final do campeonato, acabou em 3º lugar.
Em 2003 ficou no 2º lugar do Campeonato Finlândes de Rali ao volante de um Ford Focus RS WRC 02 e conseguiu os seus primeiros pontos no Mundial.
Em 2004 continuou a conduzir um Ford Focus, e novamente teve uma temporada ao seu nível.
Em 2005, juntou-se á Skoda e teve como companheiro o seu compatriota Jani Paasonen.